# Sphaerosoma algiricum
Sphaerosoma algiricum is een keversoort uit de familie Alexiidae. De wetenschappelijke naam van de soort werd in 1889 gepubliceerd door Edmund Reitter.